# Ha-Po'el ha-ca'ir
ha-Po'el ha-ca'ir (hebrejsky: הפועל הצעיר, doslova „Mladý dělník“) byla sionistická skupina a politická strana, která v letech 1905 až 1930 působila v osmanské a posléze britské mandátní Palestině. Mezi její zakladatele patří A. D. Gordon, Josef Ahronovic a Josef Šprincak a její ideologie zahrnovala non-marxismus, sionismus a socialismus. V souladu s učením A. D. Gordona byla skupina zásadově pacifistická a antimilitaristická a usilovala o založení židovských opěrných bodů v Palestině prostřednictvím vydobytí práce a půdy.

## Formování a vývoj
Ha-Po'el ha-ca'ir byl založen v roce 1905 druhou vlnou židovských imigrantů přicházejících do Palestiny v letech 1904 až 1914. Noví imigranti (olim) usilovali o vybudování židovsko-socialistické domoviny v Palestině a za tímto účelem vytvořili dvě levicová hnutí, a to Poalej Cijon (Dělníci Sijónu) a ha-Poe'el ha-ca'ir. V roce 1905 měl ha-Po'el ha-ca'ir pouhých 90 členů. O pět let později se již členská základna rozrostla, ale stále měly dvě výše zmíněná hnutí dohromady jen zhruba 500 členů. Ha-Po'el ha-ca'ir vytvářel nové židovské zemědělské komunity a v souladu se socialistickými principy osidloval území, které od arabských velkostatkářů zakoupil Židovský národní fond.

## Soupeření sAchdut ha-Avodou
V roce 1919 vznikla strana Achdut ha-avoda, ke které se ha-Po'el ha-ca'ir odmítl připojit. Někteří jeho členové však tento krok chtěli učinit a do nově vzniklé strany přešli. Představitelé ha-Po'el ha-ca'ir si uvědomovali, že Achdut ha-Avoda se svými silnými politickými ambicemi bude dominovat jakémukoli vzájemnému uskupení a nechtěli tak ohrožovat dosavadní postavení ha-Po'el ha-ca'iru, coby „svědomí dělnického hnutí.“ V důsledku toho byl ha-Po'el ha-ca'ir nucen vstoupit do hnutí městských pracujících. V městském prostředí nemělo hnutí tak silnou podporu jako na venkově mezi zemědělci, i když mělo řadu podporovatelů mezi spisovateli, učiteli a dalšími intelektuály (ti mu sice nepomohli v politické aréně, ale přinášeli mu prestiž).
Obě dvě hnutí si po čase uvědomila, že se jejich činnost dubluje. Obě totiž existovala jak jako sdružení pracujících, tak jako politické strany, čímž měla oddělené pracovní úřady, pomocné organizace, kulturní a společenské kluby či pojišťovny. V roce 1920 bylo navrženo, aby se ha-Po'el ha-ca'ir a Achdut ha-Avoda spojili, díky čemuž vznikl Histadrut, který se stal jedinou zaměstnaneckou organizací, která kontrolovala pracovní trh. I po spojení zaměstnaneckých organizací v rámci Histadrutu však pokračoval vzájemný soubor o dominanci v tomto odborovém svazu. V prvních volbách, které se konaly roku 1924, získal ha-Po'el ha-ca'ir 27 mandátů, čímž skončil na druhém místě za Achdut ha-Avodou, která jich získala 38. I přes větší velikost Achdut ha-Avody byl ha-Po'el ha-ca'ir mocnější; v roce 1921 byl jeho čelný představitel Josef Šprincak prvním členem labouristicko-sionistického hnutí, zvoleným do Sionistické exekutivy.

## Strana Mapaj
Koncem 20. let získala Achdut ha-Avoda s pomocí Davida Ben Guriona kontrolu nad Histadrutem. Hospodářská krize v tomto období však přiměla Histadrut, aby vyvíjel tlak na židovské společnosti zaměstnávající Araby. Mnoho Židů vnímalo zaměstnávání Arabů jako ohrožení svého živobytí. Histadrut proto čelil tlaku veřejnosti a opozici a Ben Gurion pochopil, že sjednocený Histadrut bude proti opozici mnohem mocnější a odolnější. V prosinci 1930 proto sjednotil Achdut ha-Avodu a ha-Po'el ha-ca'ir do strany Mapaj, čímž prakticky skončila existence ha-Po'elu ha-ca'iru. Jeden z vůdců ha-Po'elu ha-ca'iru, kteří se stali předními politiky Mapaje byl Chajim Arlozorov.

## Ženské hnutí
Vůdčí členky tohoto hnutí se angažovaly i ve vedení židovského feministického hnutí. Navzdory tomu byly první ženské delegátky v Histadrutu z Achdut ha-Avody a členky ha-Po'el ha-ca'ir, Ada Fishmanová-Majmonová a Ja'el Gordonová, byly pouze hosty. Ada Majmonová, která bojovala za ženské volební právo v židovských institucích, kritizovala skutečnost, že delegáti Histadrutu nebyli zvoleni ženami, díky čemuž je nezastupují. S ohledem na tuto kritiku se jí podařilo získat podporu od největších stran, včetně její domovské, a byla jí přidělena pozice v rámci Histadrutu. Mimo to byly v Histadrutu do budoucna vyčleněny dva mandáty pro delegátky, které si ženy samy zvolí.